# Studenckie Koło Przewodników Beskidzkich w Katowicach
Studenckie Koło Przewodników Beskidzkich w Katowicach (SKPB Katowice) powstało w 1963 roku założone przez grupę najbardziej doświadczonych turystów, tworzących od 1961 r. Akademicki Klub Turystyczny "Gronie" w Katowicach. Także w 1963 r. utworzono Oddział Międzyuczelniany PTTK, przy którym SKPB działa do dzisiaj. Od początku działalności Koła przeszkolono ponad 400 przewodników beskidzkich. Wielu z nich latami, mimo dawno ukończonych studiów, utrzymuje ścisły kontakt z Kołem. Członkami honorowymi Koła są: Janusz Kamocki, Roman Reinfuss, Tadeusz Staich. SKPB działa społecznie na rzecz środowiska akademickiego Górnego Śląska. Wielu członków Koła uprawia nie tylko trekking, ale i wspinaczkę, wspinaczkę wysokogórską, narciarstwo - najczęściej skiturowe, biegi na orientację itp.
Działalność Koła odbywa się na zasadzie pracy społecznej. Składają się na nią przede wszystkim kursy na przewodników beskidzkich, organizacja rajdów studenckich - Rajd Nocny (organizowany od 1990 roku) i Jesienne Bacowanie (od 1978 roku), prowadzenie baz namiotowych na Przełęczy Głuchaczki (od 1992 roku) oraz na Hali Górowej (od 1985 roku) w Beskidzie Żywieckim i na Polanie Wały (od 1985 roku) w Beskidzie Wyspowym, jak również od marca 2012 roku obiektu noclegowego Chaty na Zagroniu w Beskidzie Żywieckim.

## Symbolika
Mottem działania katowickiego SKPB jest cytat z wiersza Jerzego Harasymowicza "W górach":
W górach jest wszystko co kocham
I wszystkie wiersze są w bukach
Zawsze kiedy tam wracam
Biorą mnie klony za wnuka.
Od 1976 r. Koło posiada własną trójkątną "blachę" kołową, podobną do innych "blach" w środowisku akademickim. Na odznace jest przedstawiona nieistniejąca już bacówka na polanie Stawieniec w Gorcach z płonącą obok watrą. Blachę zaprojektował w 1976 roku Henryk Jasiński.
Symbolem Koła jest też parzenica orawska z czarnej wełny, haftowana po dziś dzień na czerwonych kołowych swetrach.

## Imprezy turystyczne organizowane przez SKPB Katowice
- Rajd Nocny
- Jesienne Bacowanie
- Wyrypa Beskidzka
- Fasolka

## Kurs Przewodników Górskich
SKPB Katowice corocznie prowadzi kursy na przewodnika beskidzkiego.

### Program
- 190 godzin szkolenia teoretycznego z zakresu geografii turystycznej terenu uprawnień, topografii, geologii, historii regionu, etnografii, metodyki prowadzenia, historii przewodnictwa i turystyki, organizacji turystyki, pierwszej pomocy i wielu innych zagadnień
- Około 25 wyjazdów szkoleniowych we wszystkie grupy górskie na terenie uprawnień, szkolenia praktyczne z pierwszej pomocy, organizacji imprez turystycznych, imprezy na orientację i wiele innych...
- Dwa letnie oraz zimowy obóz szkoleniowy

### Wykładowcy i prowadzący wykładów praktycznych
Przewodnicy SKPB oraz PTTK z długoletnim stażem i praktyką oraz znawcy poszczególnych przedmiotów związani z Uniwersytetem Śląskim i innymi instytucjami naukowymi

### Do zdobycia
- Uprawnienia wewnętrzne SKPB i trójkątna blacha przewodnicka
- Otwarta droga do egzaminów państwowych na przewodnika beskidzkiego na teren całych Beskidów

### Wymagania
- przynajmniej przeciętnej kondycji fizycznej
- dużej ilości wolnego czasu (wykłady raz w tygodniu oraz 2-3 wyjazdy weekendowe w góry miesięcznie)
- obycia turystycznego i przynajmniej podstawowej wiedzy o polskich górach
- chęci działania w grupie
- pozytywnego nastawienienia do świata

## Chata na Zagroniu

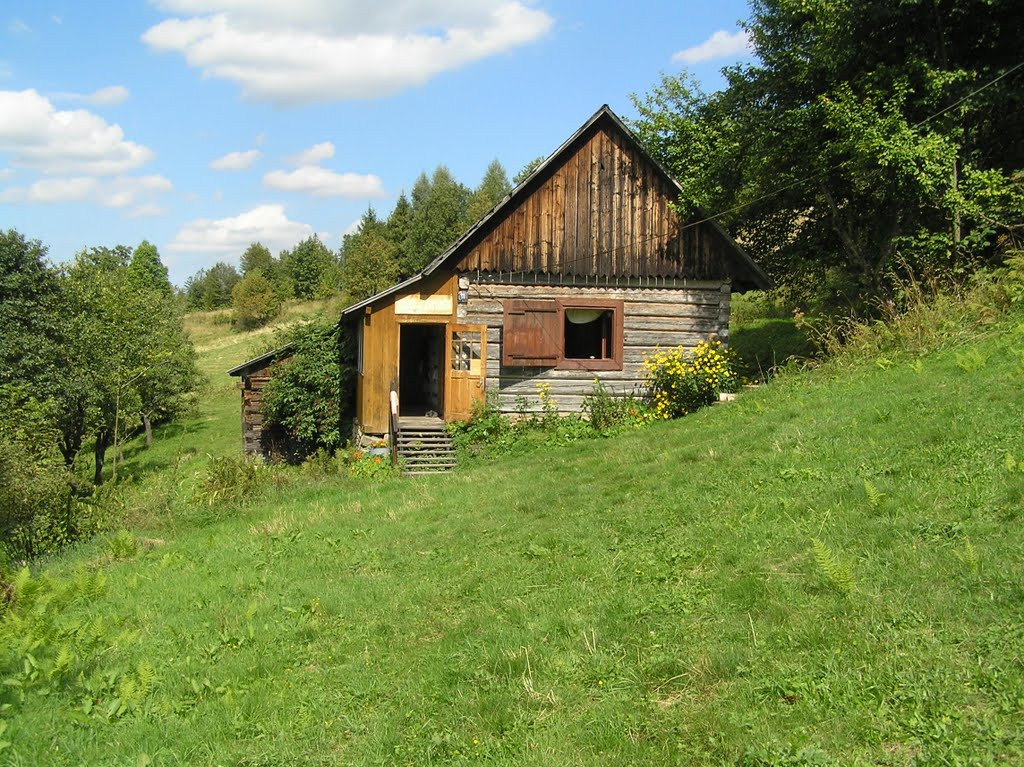
Chata na Zagroniu

W marcu 2012 roku SKPB Katowice stało się właścicielem chatki studenckiej w Beskidzie Żywieckim na grzbiecie poniżej Zapolanki, między Rajczą-Nickuliną, a Złatną. W terenie znajdują się stosowne drogowskazy w najważniejszych miejscach.

## Bazy namiotowe w Beskidach
Od 1985 roku SKPB Katowice prowadzi studenckie bazy namiotowe na Hali Górowej w Beskidzie Żywieckim oraz na Polanie Wały w Beskidzie Wyspowym, a od 1992 roku na Przełęczy Głuchaczki.